# Nakata Tomohisa
Tomohisa Nakata (sinh ngày 11 tháng 5 năm 1987) là một cầu thủ bóng đá người Nhật Bản.

## Sự nghiệp câu lạc bộ
Tomohisa Nakata đã từng chơi cho Vissel Kobe.